# Temporada da NFL de 1985
A Temporada de 1985 da NFL foi a 66ª temporada regular da National Football League. A temporada terminou no Super Bowl XX, onde o Chicago Bears derrotou o New England Patriots.

## Mudanças nas regras
- Logo após um time pedir um tempo (time out) durante o two minute warning de cada tempo, deverá durar apenas 60 segundos ao invés de 90.
- A jogada é dada por encerrada quando um quarterback faz um kneel-down (quando o QB ajoelha com a bola imediatamente após o snap) depois do two minute warning de cada tempo. A bola é então posta no ponto onde o jogador pisou no chão.
- Pass interference (interferência) não é mais aplicada quando for julgada uncatchable, ou seja, quando a bola não pode ser pega pelo recebedor.
- Tanto o "Roughing the kicker" ou "Running into the kicker", que são faltas aplicadas contra o chutador, não são chamadas se o kicker for bloqueado.
- A definição de um fair catch válido será somente se o retornador esticar as mãos completamente e sinalizar balançando o braço de um lado para o outro.
- Pular em cima de um companheiro, usando-o para ganhar impulso, para bloquear um chute é considerado ilegal (leaping).

## Classificação
V = Vitórias, D = Derrotas, E = Empates, PCT = porcentagem de vitórias, PF= Pontos feitos, PS = Pontos sofridos
 x  - marca os times classificados pelo wild card (repescagem),  y  - marca os times que levaram o titulo de suas divisões
| AFC East               |    |    |   |      |     |     |
| Time                   | V  | D  | E | PCT  | PF  | PS  |
| y-Miami Dolphins       | 12 | 4  | 0 | .750 | 428 | 320 |
| x-New York Jets        | 11 | 5  | 0 | .688 | 393 | 264 |
| x-New England Patriots | 11 | 5  | 0 | .688 | 362 | 290 |
| Indianapolis Colts     | 5  | 11 | 0 | .313 | 320 | 386 |
| Buffalo Bills          | 2  | 14 | 0 | .125 | 200 | 381 |
| AFC Central            |    |    |   |      |     |     |
| Time                   | V  | D  | E | PCT  | PF  | PS  |
| y-Cleveland Browns     | 8  | 8  | 0 | .500 | 287 | 294 |
| Cincinnati Bengals     | 7  | 9  | 0 | .438 | 441 | 437 |
| Pittsburgh Steelers    | 7  | 9  | 0 | .438 | 379 | 355 |
| Houston Oilers         | 5  | 11 | 0 | .313 | 284 | 412 |
| AFC West               |    |    |   |      |     |     |
| Time                   | V  | D  | E | PCT  | PF  | PS  |
| y-Los Angeles Raiders  | 12 | 4  | 0 | .750 | 354 | 308 |
| Denver Broncos         | 11 | 5  | 0 | .688 | 380 | 329 |
| Seattle Seahawks       | 8  | 8  | 0 | .500 | 349 | 303 |
| San Diego Chargers     | 8  | 8  | 0 | .500 | 467 | 435 |
| Kansas City Chiefs     | 6  | 10 | 0 | .375 | 317 | 360 |

| NFC East              |    |    |   |      |     |     |
| Time                  | V  | D  | E | PCT  | PF  | PS  |
| y-Dallas Cowboys      | 10 | 6  | 0 | .625 | 357 | 333 |
| x-New York Giants     | 10 | 6  | 0 | .625 | 399 | 283 |
| Washington Redskins   | 10 | 6  | 0 | .625 | 297 | 312 |
| Philadelphia Eagles   | 7  | 9  | 0 | .438 | 286 | 310 |
| St. Louis Cardinals   | 5  | 11 | 0 | .313 | 278 | 414 |
| NFC Central           |    |    |   |      |     |     |
| Time                  | V  | D  | E | PCT  | PF  | PS  |
| y-Chicago Bears       | 15 | 1  | 0 | .938 | 456 | 198 |
| Green Bay Packers     | 8  | 8  | 0 | .500 | 337 | 355 |
| Minnesota Vikings     | 7  | 9  | 0 | .438 | 346 | 359 |
| Detroit Lions         | 7  | 9  | 0 | .438 | 307 | 366 |
| Tampa Bay Buccaneers  | 2  | 14 | 0 | .125 | 294 | 448 |
| NFC West              |    |    |   |      |     |     |
| Time                  | V  | D  | E | PCT  | PF  | PS  |
| y-Los Angeles Rams    | 11 | 5  | 0 | .688 | 340 | 277 |
| x-San Francisco 49ers | 10 | 6  | 0 | .625 | 411 | 263 |
| New Orleans Saints    | 5  | 11 | 0 | .313 | 294 | 401 |
| Atlanta Falcons       | 4  | 12 | 0 | .250 | 282 | 452 |

### Desempate
- Los Angeles Raiders foi o primeiro time na AFC à frente de Miami baseado num melhor retrospecto contra adversários em comum (5-1 contra 4-2 do Dolphins).
- N.Y. Jets foi o primeiro time na AFC Wild Card baseado em um melhor retrospecto contra adversários da mesma conferência (9-3) do que New England (8-4) e Denver (8-4).
- New England terminou em segundo na AFC Wild Card à frente de Denver baseado num melhor retrospecto contra adversários em comum (4-2 contra 3-3 do Broncos).
- Cincinnati terminou à frente de Pittsburgh na AFC Central baseado num melhor retrospecto no confronto direto entre as equipes (2-0).
- Seattle terminou à frente de San Diego na AFC West baseado num melhor retrospecto no confronto direto entre as equipes (2-0).
- Dallas terminou à frente do N.Y. Giants e de Washington na NFC East baseado no confronto direto (4-0 contra 1-3 do Giants e 1-3 do Redskins).
- N.Y. Giants terminou em primeiro na NFC Wild Card baseado em uma melhor campanha dentro da conferência (8-4) do que San Francisco (7-5) e Washington (6-6).
- San Francisco terminou em segundo na NFC Wild Card baseado no confronto direto contra Washington (1-0).
- Minnesota terminou à frente de Detroit na NFC Central baseado em uma melhor campanha dentro da divisão (3-5 contra 2-6 do Lions).

## Playoffs
|  |                                       |                                 |                                 |                                  |                |                                   |                                   |                                   |             |                                     |               |               |  |  |  |  |  |  |
|  |                                       |                                 |                                 |                                  |                | Playoffs de Divisão               |                                   |                                   |             |                                     |               |               |  |  |  |  |  |  |
|  |                                       |                                 |                                 |                                  |                | 4 de janeiro - Anaheim Stadium    |                                   |                                   |             |                                     |               |               |  |  |  |  |  |  |
|  | Jogo de Wild Card da NFC              | Jogo de Wild Card da NFC        | Jogo de Wild Card da NFC        | Campeão da NFC                   | Campeão da NFC | Campeão da NFC                    |                                   |                                   |             |                                     |               |               |  |  |  |  |  |  |
|  | Jogo de Wild Card da NFC              | Jogo de Wild Card da NFC        | Jogo de Wild Card da NFC        | Campeão da NFC                   | Campeão da NFC | Campeão da NFC                    | 3                                 | Dallas                            | 0           |                                     |               |               |  |  |  |  |  |  |
|  | 29 de dezembro - Giants Stadium       | 29 de dezembro - Giants Stadium | 29 de dezembro - Giants Stadium |                                  |                | 12 de janeiro - Soldier Field     | 12 de janeiro - Soldier Field     | 12 de janeiro - Soldier Field     | 0           |                                     |               |               |  |  |  |  |  |  |
|  | 29 de dezembro - Giants Stadium       | 29 de dezembro - Giants Stadium | 29 de dezembro - Giants Stadium | 2                                | L.A. Rams      | 12 de janeiro - Soldier Field     | 12 de janeiro - Soldier Field     | 12 de janeiro - Soldier Field     | 20          |                                     |               |               |  |  |  |  |  |  |
|  | 5                                     | San Francisco                   | 3                               | 2                                | L.A. Rams      | 2                                 | L.A. Rams                         | 0                                 | 20          |                                     |               |               |  |  |  |  |  |  |
|  | 5                                     | San Francisco                   | 3                               | 5 de janeiro - Soldier Field     |                | 2                                 | L.A. Rams                         | 0                                 |             |                                     |               |               |  |  |  |  |  |  |
|  | 4                                     | N.Y. Giants                     | 17                              |                                  |                | 1                                 | Chicago                           | 24                                |             | Super Bowl XX                       | Super Bowl XX | Super Bowl XX |  |  |  |  |  |  |
|  | 4                                     | N.Y. Giants                     | 17                              | 4                                | N.Y. Giants    | 1                                 | Chicago                           | 24                                | 0           | Super Bowl XX                       | Super Bowl XX | Super Bowl XX |  |  |  |  |  |  |
|  |                                       |                                 |                                 | 4                                | N.Y. Giants    |                                   |                                   |                                   | 0           | 26 de janeiro - Louisiana Superdome |               |               |  |  |  |  |  |  |
|  | 1                                     | Chicago                         | 21                              |                                  |                |                                   |                                   |                                   |             |                                     |               |               |  |  |  |  |  |  |
|  | 1                                     | Chicago                         | 21                              | N1                               | Chicago        | 46                                |                                   |                                   |             |                                     |               |               |  |  |  |  |  |  |
|  | 5 de janeiro - L.A. Memorial Coliseum |                                 |                                 | N1                               | Chicago        | 46                                |                                   |                                   |             |                                     |               |               |  |  |  |  |  |  |
|  | Jogo de Wild Card da AFC              | Jogo de Wild Card da AFC        | Jogo de Wild Card da AFC        | Campeão da AFC                   | Campeão da AFC | Campeão da AFC                    |                                   | A5                                | New England | 10                                  |               |               |  |  |  |  |  |  |
|  | Jogo de Wild Card da AFC              | Jogo de Wild Card da AFC        | Jogo de Wild Card da AFC        | Campeão da AFC                   | Campeão da AFC | Campeão da AFC                    | 5                                 | A5                                | New England | 10                                  | New England   | 27            |  |  |  |  |  |  |
|  | 28 de dezembro - Giants Stadium       | 28 de dezembro - Giants Stadium | 28 de dezembro - Giants Stadium |                                  |                | 12 de janeiro - Miami Orange Bowl | 12 de janeiro - Miami Orange Bowl | 12 de janeiro - Miami Orange Bowl |             |                                     |               | 27            |  |  |  |  |  |  |
|  | 28 de dezembro - Giants Stadium       | 28 de dezembro - Giants Stadium | 28 de dezembro - Giants Stadium | 1                                | L.A. Raiders   | 12 de janeiro - Miami Orange Bowl | 12 de janeiro - Miami Orange Bowl | 12 de janeiro - Miami Orange Bowl | 20          |                                     |               |               |  |  |  |  |  |  |
|  | 5                                     | New England                     | 26                              | 1                                | L.A. Raiders   | 5                                 | New England                       | 31                                | 20          |                                     |               |               |  |  |  |  |  |  |
|  | 5                                     | New England                     | 26                              | 4 de janeiro - Miami Orange Bowl |                | 5                                 | New England                       | 31                                |             |                                     |               |               |  |  |  |  |  |  |
|  | 4                                     | N.Y. Jets                       | 14                              |                                  |                | 2                                 | Miami                             | 14                                |             |                                     |               |               |  |  |  |  |  |  |
|  | 4                                     | N.Y. Jets                       | 14                              | 3                                | Cleveland      | 2                                 | Miami                             | 14                                | 21          |                                     |               |               |  |  |  |  |  |  |
|  |                                       |                                 |                                 | 3                                | Cleveland      |                                   |                                   |                                   |             |                                     |               |               |  |  |  |  |  |  |
|  | 2                                     | Miami                           | 24                              |                                  |                |                                   |                                   |                                   |             |                                     |               |               |  |  |  |  |  |  |
|  | 2                                     | Miami                           | 24                              |                                  |                |                                   |                                   |                                   |             |                                     |               |               |  |  |  |  |  |  |

### AFC
- Wild-Card playoff: New England 26, N.Y. JETS 14
- Divisional playoffs: MIAMI 24, Cleveland 21; New England 27, LOS ANGELES RAIDERS 20
- AFC Championship: New England 31, MIAMI 14 no Orange Bowl, Miami, Florida, 12 de janeiro de 1986

### NFC
- Wild-Card playoff: N.Y. GIANTS 17, San Francisco 3
- Divisional playoffs: L.A. RAMS 20, Dallas 0; CHICAGO 21, N.Y. Giants 0
- NFC Championship: CHICAGO 24, L.A. Rams 0 no Soldier Field, Chicago, Illinois, 12 de janeiro de 1986

### Super Bowl
- Super Bowl XX: Chicago (NFC) 46, New England (AFC) 10, no Louisiana Superdome, New Orleans, Louisiana, 26 de janeiro de 1986

## Prêmios
| Jogador Mais Valioso (MVP)    | Marcus Allen, running back, LA Raiders  |
| Treinador do Ano              | Mike Ditka, Chicago                     |
| Jogador Ofensivo do Ano       | Marcus Allen, running back, LA Raiders  |
| Jogador Defensivo do Ano      | Mike Singletary, linebacker, Chicago    |
| Novato Ofensivo do Ano        | Eddie Brown, wide receiver, Cincinnati  |
| Novato Defensivo do Ano       | Duane Bickett, linebacker, Indianapolis |
| Walter Payton Man of the Year | Dwight Stephenson, center, Miami        |
| Super Bowl MVP                | Richard Dent, defensive end, Chicago    |